# 首藤剛志
首藤剛志（日语：首藤 剛志，1949年8月18日—2010年10月29日），出生於日本福岡縣，是一位腳本家、小說家。主要從事動畫方面的工作，在口袋妖怪無印篇中擔任首席編劇並主持創作了三部口袋妖怪劇場版，也被稱為「皮卡丘之父」。是日本腳本家聯盟的會員。2010年10月28日在日本奈良車站突發腦溢血死亡，享年61歲。

## 履歷
幼年時期的首藤在日本的東京、札幌和奈良輾轉居住，中年定居在小田原市。大學入學考試失敗後首藤便開始了劇本寫作的學習。
1969年，19歲的首藤以時代劇《大江戸搜査網》腳本初次亮相。1981年，首藤負責劇本的作品《戰國魔神》受到了很高的評價，這也是其作為劇作家的成名之始。
1997年，由於湯山邦彥的邀請，因《銀河英雄傳說》和《機動戰艦》而名聲大噪的首藤參與起口袋妖怪TV版以及之後三部口袋妖怪劇場版的製作。由於其成功塑造了皮卡丘在TV中的主角形象，也因此被稱為「皮卡丘之父」。

## 作品

### 電視節目
TV口袋妖怪無印篇（1997-2002年）

### 電影
- 劇場版神奇寶貝劇場版：超夢的逆襲（1998年）
- 劇場版神奇寶貝劇場版：夢幻之神奇寶貝_洛奇亞爆誕（1999年）
- 劇場版神奇寶貝劇場版：結晶塔的帝王（2000年）※同園田英樹共同擔當腳本

### OVA
口袋妖怪 超夢!我就在這裡（2000年）

### 小說
- 《ポケットモンスター The Animation》，以初代動畫為背景的設定擴充小說。

## 外部連結
- 首藤剛志的創作歷程 （页面存档备份，存于）
- 首藤剛志個人博客 （页面存档备份，存于）